# Voorburgstraatbrug
De Voorburgstraatbrug (brug 180P) is een kunstwerk in Amsterdam Nieuw-West. Alhoewel de naam dragend van een brug is het een viaduct dan wel een tunnel, Amsterdam duidt meestal viaducten en tunnels als bruggen aan.
Het viaduct, geheel van beton, is gelegen in de Rijksweg 10. Het kunstwerk vormt de verbinding tussen twee delen van de Voorburgstraat, waarnaar ze vernoemd is. De straat is daarbij weer vernoemd naar Voorburg.
De twee viaducten die tegen elkaar liggen werden in 1974/1975 gebouwd, toen Amsterdam en Het Rijk werkten aan de verlenging van  de Ringweg-West op het tracé Cornelis Lelylaan en Henk Sneevlietweg. Het ontwerp is dan ook afkomstig van Rijkswaterstaat. Het genoemde traject werd onder protest geopend op 2 april 1975. De viaducten gingen sindsdien naamloos door het leven met het brugnummer 180P hetgeen verwijst naar een brug in Amsterdam in beheer bij het rijk of de provincie, in dit geval het rijk. Op 5 december 2017 besloot de Amsterdamse gemeenteraad om deze brug in een serie vernoemingen te vernoemen naar de onderliggende weg, zodat het bouwwerk kon worden opgenomen in de Basisadministratie Adressen en Gebouwen.
De eerder genoemde protesten golden onder andere tegen de dreigende geluidsoverlast. De ringweg werd, op plaatsen waar dat noodzakelijk geacht werd, later voorzien een geluidsscherm. De geluidsschermen werden voorzien van Andreaskruizen uit het stadswapen van Amsterdam.
Bij het landhoofd aan de noordwestzijde werd door het duo Margot Berkman en Eline Janssens een artistiek kunstwerkje geplaatst, dat later deels door graffiti/tags werd overgespoten. De Rijswijkstraatbrug, een viaduct even ten noorden van de Voorburgstraatbrug laat een veel groter werk van het duo zien.

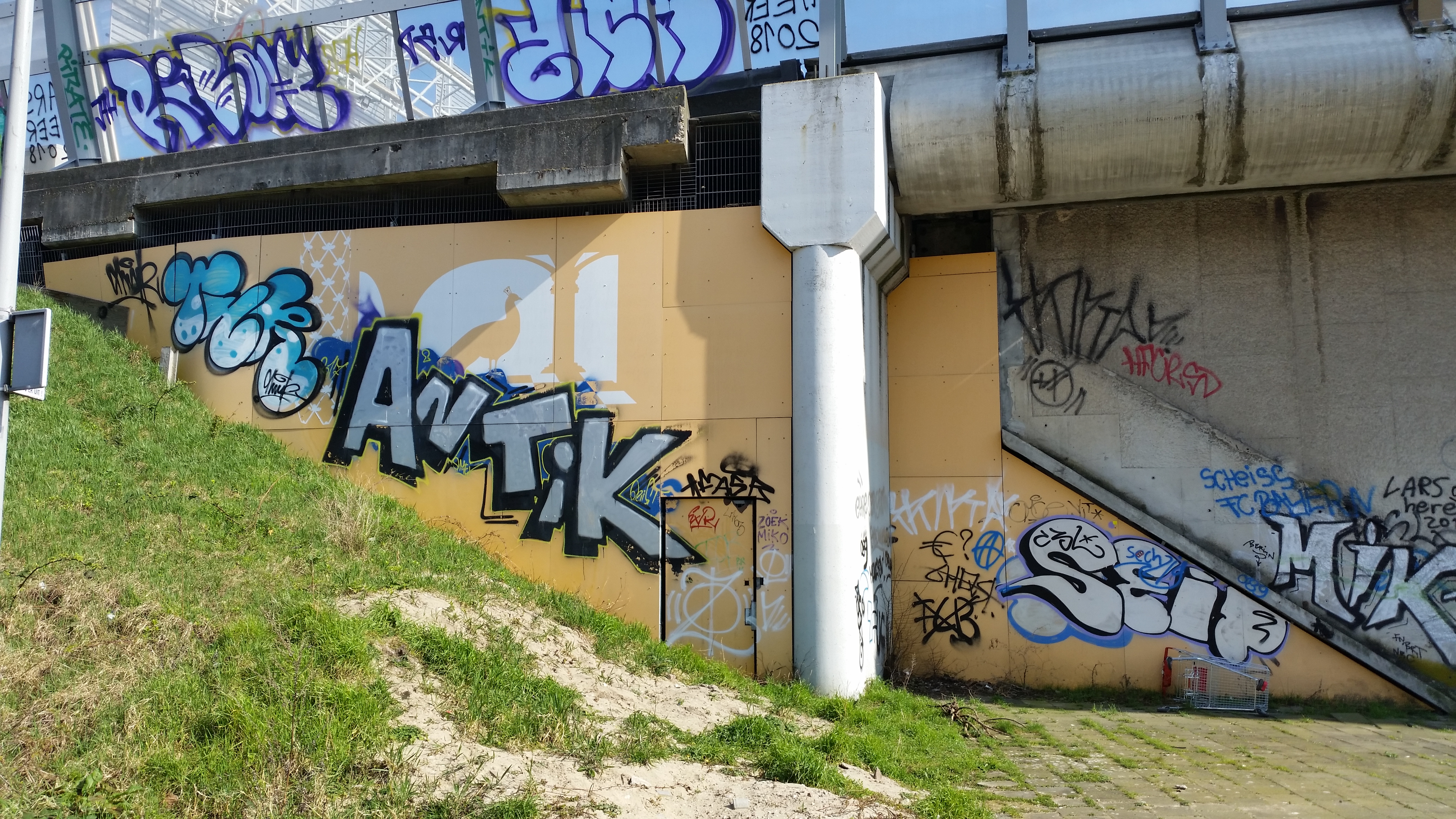
Overgespoten kunstwerk (oranje/wit) van Berkman en Janssens (maart 2019)